# Rainow
 (juillet 2018).
Si vous disposez d'ouvrages ou d'articles de référence ou si vous connaissez des sites web de qualité traitant du thème abordé ici, merci de compléter l'article en donnant les références utiles à sa vérifiabilité et en les liant à la section « Notes et références ».
Rainow est une localité d’Angleterre située dans le comté de Cheshire.

## Démographie
En 2021, la population était de 1 236 habitants.